# Прапор Гаяни
Пра́пор Гая́ни — один з офіційних символів Гаяни. Офіційно затверджений 26 травня 1966 після проголошення незалежності від Великої Британії. Дизайн розроблений відомим американським вексилологом Смітом Вітні. Співвідношення сторін 3:5.

## Опис
На зеленому полі (символізує природу та сільське господарство Гаяни) трикутник червоного кольору (завзятість та динамічний характер народу у будівництві незалежної держави) з чорною окантовкою (стійкість народу країни перед труднощами) вписаний у трикутник жовтого кольору (багатство мінеральних ресурсів) з білою окантовкою (річки та водні ресурси країни).

## Конструкція прапора
|                     |
| Конструкція прапора |

## Прапори Британської Гаяни

1875 — 1906
1906 — 1954
1954 — 1966